# Вальдемар III
Вальдемар III Еріксен (1314 — 1364) — король Данії у 1326–1330 роках, герцог Шлезвігу між 1325 та 1364 роками, Князь Естонії з 1338 року.

## Життєпис
Походив з династії Естрідсенів. Син Еріка II, герога Шлезвігу, та Аделгейди Гольштейн-Рендсборг. Був нащадком короля Абеля. У 1325 році після раптової смерті батька став герцогом Шлезвігу під опікою матері та дядька Герхарда III, графа Гольштейн-Рендсборзького. Останній, 1326 року, скориставшись невдоволенням данської знаті проти короля Хрістофера II висунув Вальдемара як претендента на трон. Так він став королем Данії.
Вальдемар III залишався номінальним королем, керував королівськими справами Герхард III. Період правління Вальдемара III відзначений повстаннями селян 1328 року в Зеландії та 1329 року в Ютландії. Того ж року Хрістофер II повернувся в країну з військами. Війна тривала до 1330 року, коли від імені Вальдемара III його дядько зрікся данського трону.
Після цього Вальдемар повернувся до Шлезвігу, де керував герцогством. З 1338 року став також Князем Естонії. Його політика щодо Данії не відрізнялася постійністю: від миру до бойових дій.

## Родина
Дружина — Ричарда Саксен-Лауенбурзька (д/н—1384)
Діти:
- Вальдемар (1338—1360)
- Хенрік (1342—1375), герцог Шлезвігу